# Gepäck

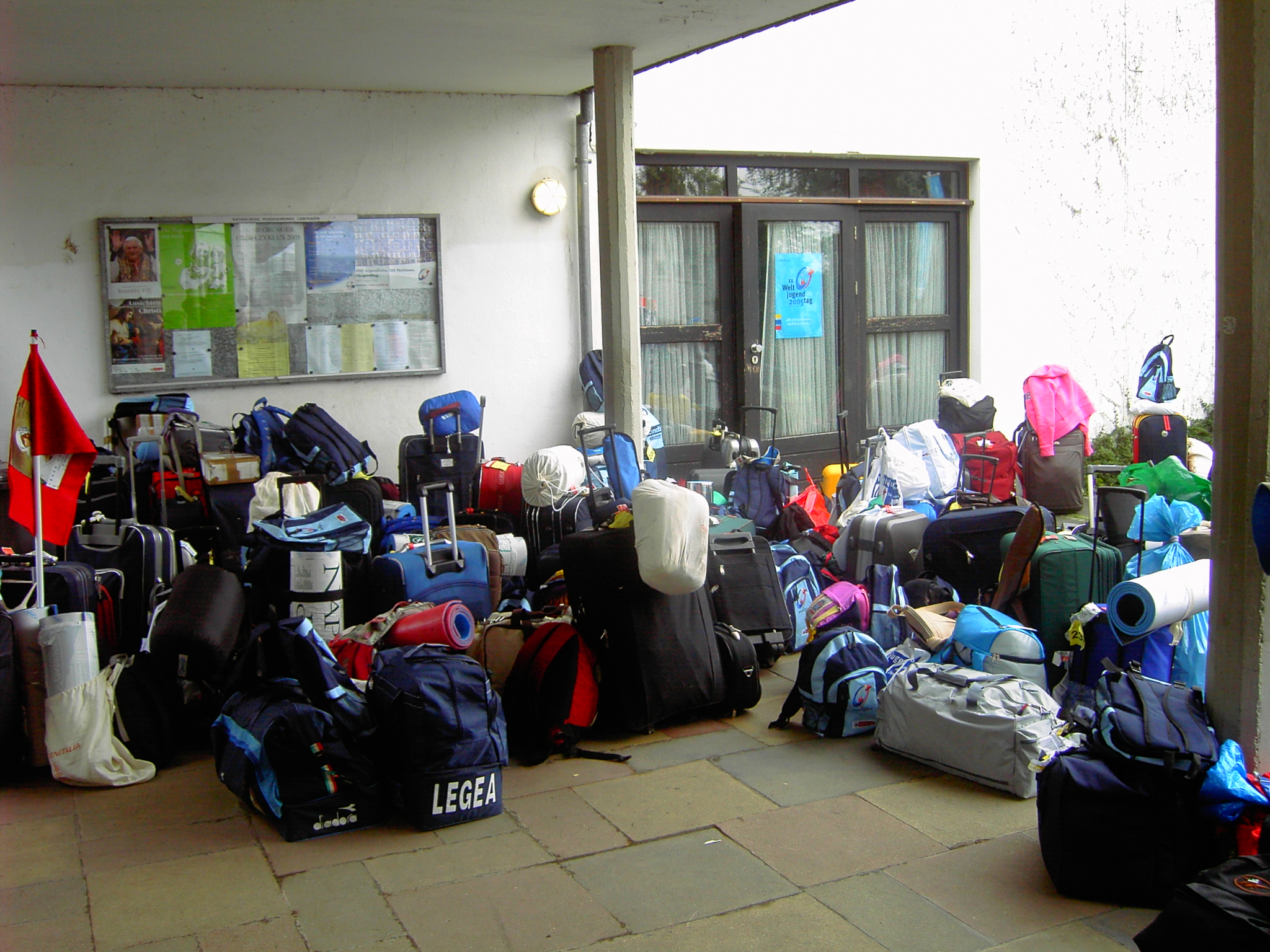
Verschiedene Gepäckstücke

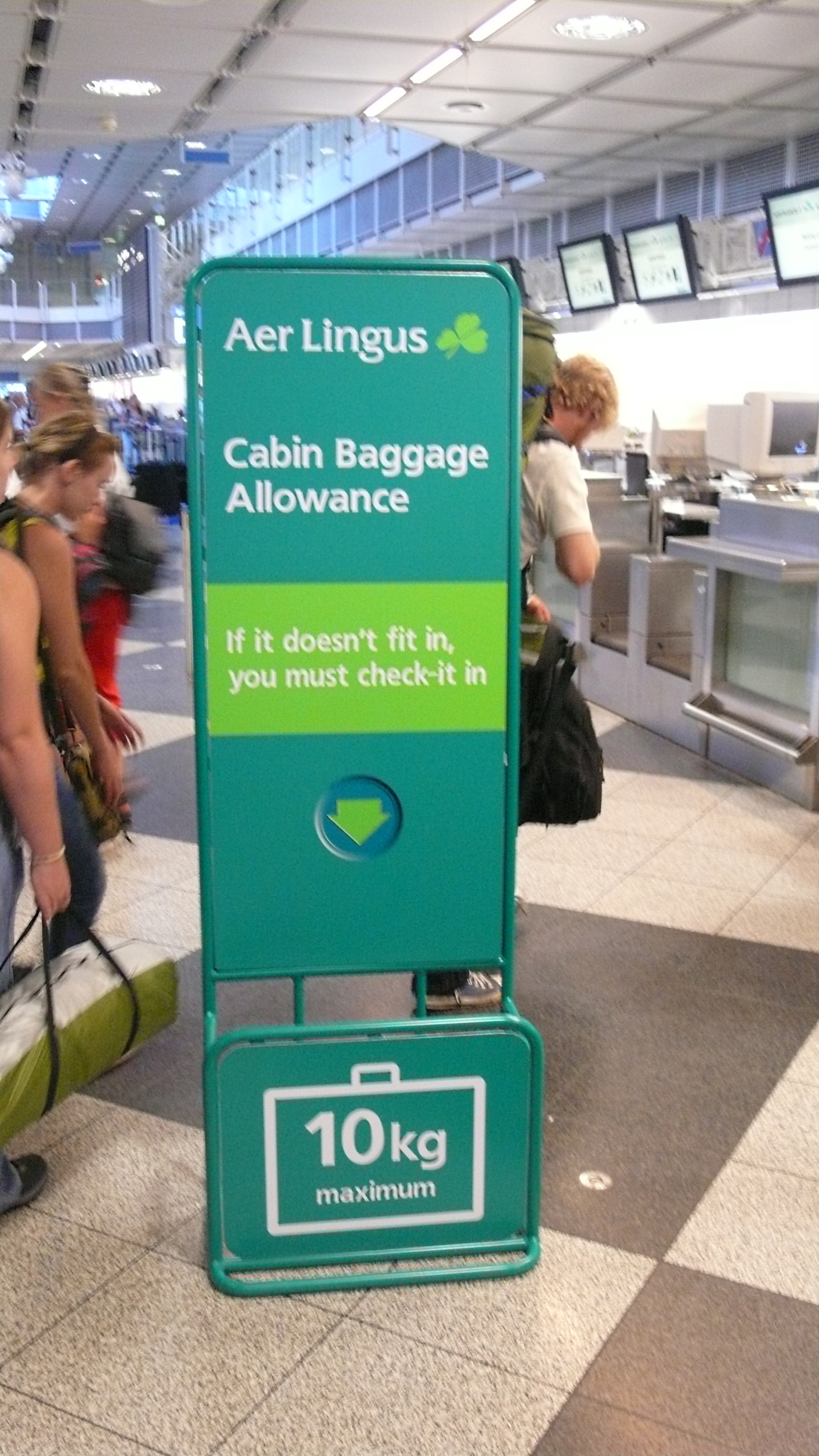
Handgepäck-Lehre am Terminal einer Fluggesellschaft

Als Gepäck (früher auch französisch Bagage) bezeichnet man die Gesamtheit aller für eine Ortsveränderung (Fahrt, Gang, Lauf, Reise, Wanderung) mitgenommenen Gegenstände.

## Allgemeines
Nicht als Gepäck gelten aktuell getragene Kleidung und Gehhilfen wie Krücken oder Gehstöcke. Gepäck befindet sich meistens in Form von Gepäckstücken in zum Transport vorgesehenen Behältern, z. B. Kisten, Koffern, Rucksäcken, Taschen und Kleidersäcken. Am typischsten ist das zu einer Reise mitgenommene Reisegepäck. Für den Transport von Gepäck gibt es im Regelfall besondere Regelungen im Rahmen der Beförderungsbedingungen des Verkehrsträgers.

## Luftverkehr

### Geschichte
In der Anfangszeit des Luftverkehrs war die Mitnahme von Gepäck nur ganz beschränkt möglich. In Deutschland beförderte deshalb die Deutsche Reichsbahn ab 1924 das Gepäck von Flugreisenden, das gegen Vorlage des Flugscheins wie Reisegepäck von Bahnreisenden aufgegeben werden konnte und befördert wurde.

### Gegenwart
Auf Flugreisen wird zwischen Bordgepäck (Handgepäck) und aufgegebenem Gepäck unterschieden.
Bordgepäck sind Gepäckstücke, beispielsweise ein Trolley oder eine Plastiktüte, die in die Kabine mitgenommen werden. In Flugzeugen wird es in der Regel im Stauraum oberhalb der Sitze aufbewahrt. Im Bordgepäck dürfen bestimmte Gegenstände entweder gar nicht oder nur eingeschränkt mitgenommen werden, beispielsweise dürfen Flüssigkeiten nur eingeschränkt mitgenommen werden und gefährliche Gegenstände sind verboten. Reisende benutzen in Flughäfen oft einen Kofferkuli, um schweres Gepäck über längere Fußstrecken zu befördern.
Das aufgegebene Gepäck ist meist das Hauptgepäck. Je nach Fluggesellschaft und Tarif ist es im Fahrpreis enthalten oder nicht. Die Menge und das Gewicht des aufgegebenen Gepäcks, das im Ticketpreis enthalten ist, nennt man Freigepäck.

## Straßenverkehr
Viele Fahrzeuge haben einen Gepäck- oder Kofferraum. Es gibt auch zusätzliche Autogepäckträger. Gepäck ist so zu verstauen, dass es die Verkehrssicherheit nicht beeinträchtigt (§ 22 StVO).

## Eisenbahn

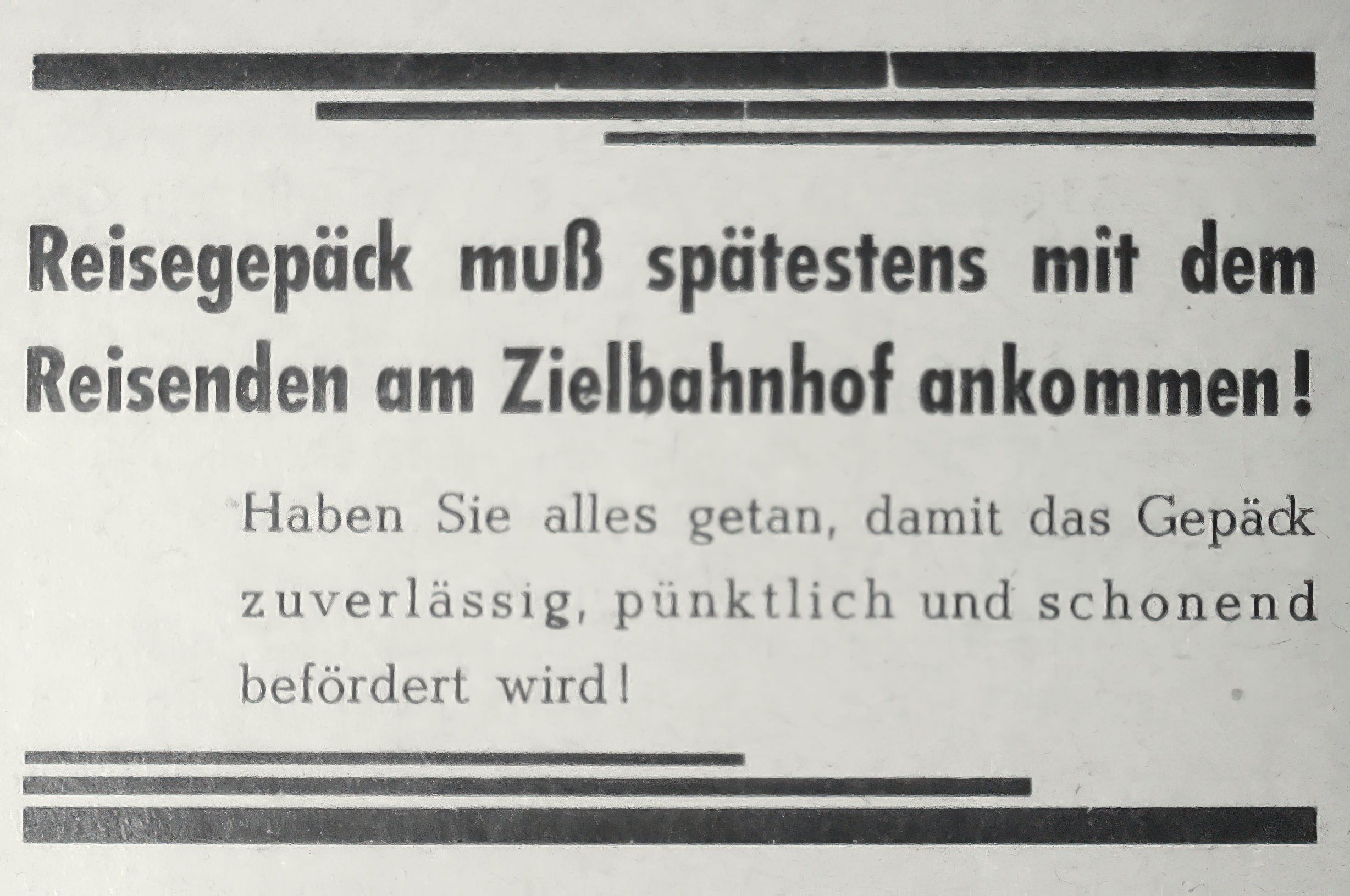
… als Reisende Ihr Gepäck bei der Deutschen Bundesbahn noch aufgeben konnten, 1961

### Geschichte
Bei der Eisenbahn wurde nach dem Umfang und der Art, wie das Gepäck transportiert wurde, unterschieden:
- Handgepäck war Gepäck, das die Reisenden mit sich führten.
- Traglasten waren „schweres Handgepäck“ bis 50 kg, das aber noch von einem Reisenden getragen werden konnte. Für Reisende mit Traglasten waren in Deutschland die Wagen der 4. Klasse vorgesehen, wo die wenigen Sitzbänke am Rand des Großabteils verliefen und in der Wagenmitte alles frei war, um die Traglasten abzustellen.
- Reisegepäck war Gepäck, das aufgegeben und mit dem Gepäckwagen befördert wurde. Dazu konnten neben Koffern und Taschen auch große Musikinstrumente oder Sportgeräte gehören.
- Unbegleitetes Gepäck (also aufgegebenes Gepäck, ohne dass eine Fahrkarte vorgelegt wurde) konnte auf gleiche Weise als Expressgut nach dem entsprechenden Tarif befördert werden.

Noch bis in die 1980er Jahre trugen an manchen Bahnhöfen Gepäckträger oder Dienstmänner das Gepäck von Reisenden gegen ein Trinkgeld auch individuell bis ins Zugabteil oder vom Ankunftsbahnsteig zur Droschke (Pferdetaxi).
Bei der Deutschen Bundesbahn benutzten Reisende in Bahnhöfen oft einen Kofferkuli, um schweres Gepäck über längere Fußstrecken zu befördern. Seit überwiegend Rollkoffer genutzt werden, etwa seit den 1990er Jahren, wurde dieser Service eingestellt.
Die Bahn-Reise-Publikation Beiderseits vom Schienenweg beschrieb in ihrer Ausgabe Berlin–Beuthen von 1930 das Reisegepäck so:

„Reisegepäck darf in die Abteile mitgenommen werden, soweit es ohne Mühe über dem Sitz des Reisenden im Gepäcknetz untergebracht werden kann (Handgepäck). Es darf aber das Gewicht von 25 kg nicht übersteigen. Größere Gepäckstücke können am Gepäckschalter unter Vorzeigung der Fahrkarte ‚aufgegeben‘ werden. Die Gebühr ist gering und richtet sich nach dem Gewicht und der Entfernung.“

### Gegenwart
Das von den Reisenden selbst mitgeführte Gepäck wird in Zügen in den Ablagen oberhalb der Sitzbänke oder in Gepäckfächern am Waggonende verstaut.

## Schiffsverkehr
In der Seefahrt wird das frachtfreie Gepäck der Schiffsbesatzung auch Portage oder Pakotille genannt.

## Wissenswert
In Hotels gehobener Kategorie wird das Gepäck der Gäste bei der Ankunft von dem Portier in Empfang genommen und von dem Pagen auf das Zimmer gebracht.
Das Gepäck von Expeditions- oder Abenteuerreisenden (etwa Bergsteigern, Wüsten- oder Urwaldtouristen, Forschern usw.) wird in abgelegenen oder unwegsamen Gegenden dieser Erde auch heute noch oft von einheimischen Trägern (häufig auch „Kulis“ oder Sherpas genannt) von Camp zu Camp transportiert.
Im elsässischen Hagenau besteht seit 2016 ein Gepäckmuseum mit über 600 Exponaten, das Musée du Bagage.

## Einzelbelege
1. ↑  Gerhard Adler u. a.: Lexikon der Eisenbahn. transpress, Leipzig 1977, S. 367.
2. ↑  Reichsbahndirektion in Mainz (Hrsg.): Amtsblatt der Reichsbahndirektion in Mainz, 18. Oktober 1924, Nr. 43. Bekanntmachung Nr. 873, S. 476.
3. ↑  Alles zum Thema Handgepäck – wie Gewicht, Größe und Inhalt. In: handgepaeck-flugreise.de. Abgerufen am 26. Mai 2018.
4. ↑  Gerhard Adler u. a.: Lexikon der Eisenbahn. transpress, Leipzig 1977, S. 367.
5. ↑  Pakotille. Duden.de
6. ↑  Portage. Duden.de